# 原貴和
原 貴和（はら たかかず、2000年12月9日 - ）は、日本の俳優、歌手。劇団番町ボーイズ☆候補生のメンバー。山口県出身。TDM所属。
愛称は「原ちゃん」「はらかず」「たかかず」

## 略歴
2021年2月、劇団番町ボーイズ☆NEXT第2回公演『ギブアップダンス!!!』TAIGA役としてデビュー。
2021年5月、『ミュージカル・テニスの王子様4thシーズン』の大石秀一郎として出演。
2024年8月、ミュージカル『この唄を友に』ヒロヤ役で初主演。

## 人物
- 趣味は映画鑑賞・音楽鑑賞・ピアノ・ギター[1]。特技は歌・陸上長距離・ソフトテニス[1]。テニスでは過去県大会に出場した経験もある。
- 歌が得意で、地元のイベントで歌っていたこともある[3]。

## 出演

### 舞台
- 劇団番町ボーイズ☆
  - 劇団番町ボーイズ☆NEXT 第2回公演「ギブアップダンス!!!」（2021年2月、中目黒キンケロ・シアター）- TAIGA 役
- 『ミュージカル・テニスの王子様4thシーズン』（2021年5月 - ） - 大石秀一郎 役
  - お披露目会（2021年5月29日、品川プリンスホテル ステラボール）[4]
  - 青学vs不動峰（2021年7月9日 - 8月29日、TOKYO DOME CITY HALL 他）
  - 青学vs聖ルドルフ・山吹（2022年7月5日 - 8月28日、日本青年館ホール 他）
  - 青学vs氷帝（2023年1月7日 - 3月5日、TACHIKAWA STAGE GARDEN 他）[5]
  - 青学vs六角（2023年7月15日 - 9月3日、TACHIKAWA STAGE GARDEN 他）[6]
  - 青学vs立海（2024年1月13日 - 3月2日、TACHIKAWA STAGE GARDEN 他）[7]
- 「あの夏の飛行機雲」-永南高校バスケットボール部-（2022年10月14日 - 23日、GARDEN 新木場FACTORY）[8]
  - 「あの春は、いつまでも青い」-永南高校バスケットボール部-（2024年9月29日 - 10月6日、彩の国さいたま芸術劇場 小ホール）[9]
- ミュージカル「この唄を友に」（2024年8月1日-5日、すみだパークシアター倉） - 主演・ヒロヤ 役[10]
- 無名劇団・尾形大吾 共同プロデュース 東阪ツアー公演「BURNS FAMILY」（2024年8月30日 - 9月16日、扇町ミュージアムキューブ CUBE01 他）[11]
- 舞台「最果てリストランテ」（2024年12月20日 - 24日、R'sアートコート）[12]
- 舞台「文豪とアルケミスト 紡グ者ノ序曲」（2025年5月1日 - 18日、IMM THEATER 他） - ファウスト 役[13]
- Multi-Unit Apartment（2025年8月1日 - 11日〈予定〉、品川プリンスホテル クラブeX） - リリアン 役[14]

### 映画
- 女子高生に殺されたい（2022年4月）

### イベント
- 山田健登 Presents Live「chemistry」（2021年9月26日、代官山UNIT）
- We Loveテニミュ！20th Anniversary「テニミュ春の上映祭」（2023年5月11日・14日、Mixalive TOKYO Theater Mixa）